# Fideos de aceite
Los fideos de aceite son un tipo de fideo chino usados a veces en la gastronomía cantonesa. En la cocina filipina es una variedad de pancit conocida como lutong pancit.
Los fideos de aceite se hacen con harina de trigo, huevo, clara de huevo, sal, aceite de maíz y benzoato de sodio.
La mayoría de estos fideos exigen cocción o cocinado, aunque algunos vienen precocinados. Pueden servirse fríos o calientes, añadiéndoles salsa, carne, caldo o verdura.